# Великомихайловский сельский совет (Синельниковский район)
Великомихайловский сельский совет (укр. Великомихайлівська сільська рада) — входит в состав
Синельниковского района
Днепропетровской области
Украины.
Административный центр сельского совета находится в 
с. Великомихайловка.

## Населённые пункты совета
- с. Великомихайловка
- с. Заячье
- с. Киевское
- с. Кодакское
- с. Носачи